# Triclistus ashaninka
Triclistus ashaninka – gatunek błonkówki z rodziny gąsienicznikowatych i podrodziny Metopiinae.
Gatunek ten został opisany w 2013 roku przez Mabel Alverado i Alexandra Rodrigueza-Berrio na podstawie dwóch samic odłowionych w 2008 i 2009 roku. Epitet gatunkowy nadano na cześć Asháninka – największej autochtonicznej grupy etnicznej w Peru.
Błonkówki te mają głowę czarną z żółtawobrązowymi: narządami gębowymi, powierzchniami malarnymi i czułkami. Biczyk czułka składa się z 20 członów, z których drugi jest dwukrotnie dłuższy niż szeroki. W widoku grzbietowym głowę charakteryzują policzki najpierw lekko opadające, po czym gwałtownie zaokrąglone. Dół policzków jest punktowany. Dolna część twarzy jest wklęśnięta. Nadustek ma wklęśniętą krawędź. Warga górna jest widoczna przy zamkniętych żuwaczkach. Powierzchnia malarna jest 1,1 raza dłuższa niż szerokość nasady żuwaczki. Mezosoma jest czarna z żółtawymi tegulami, w większości gładka, błyszcząca i grubo punktowana. Metapleury mają w przednich częściach izolowane szczecinki. Pozatułów jest dość długi i prosty, w widoku bocznym dość płaski, po czym gwałtownie zaokrąglony ku dołowi z tyłu. Listewki: poprzeczna i podłużne środkowo-boczne pozatułowia są silnie wykształcone. Skrzydła są przezroczyste z brązowymi pterostygmami. Te przedniej pary mają od 3,9 do 4,2 mm długości i pozbawione są żyłki 3rs-m (żyłki poprzecznej łączącej sektor radialny i żyłkę medialną). Przednie odnóża są rude, środkowe rude z brązowymi udami, a tylne rudobrązowe z kremowymi: krętarzami, krętarzykami, nasadowymi trzecimi częściami goleni i pierwszymi członami stóp. Metasoma jest czarna. Pierwszy jej tergit ma listewki podłużne boczne sięgające do przetchlinek, a listewki środkowo-boczne do 0,6–0,7 jego długości.
Owad neotropikalny, endemiczny dla Peru, znany tylko z lokalizacji typowej: Fundo La Génova w dystrykcie La Merced, w prowincji Churcampa, w regionie Huancavelica.